# Sint-Luciakerk (Mortroux)

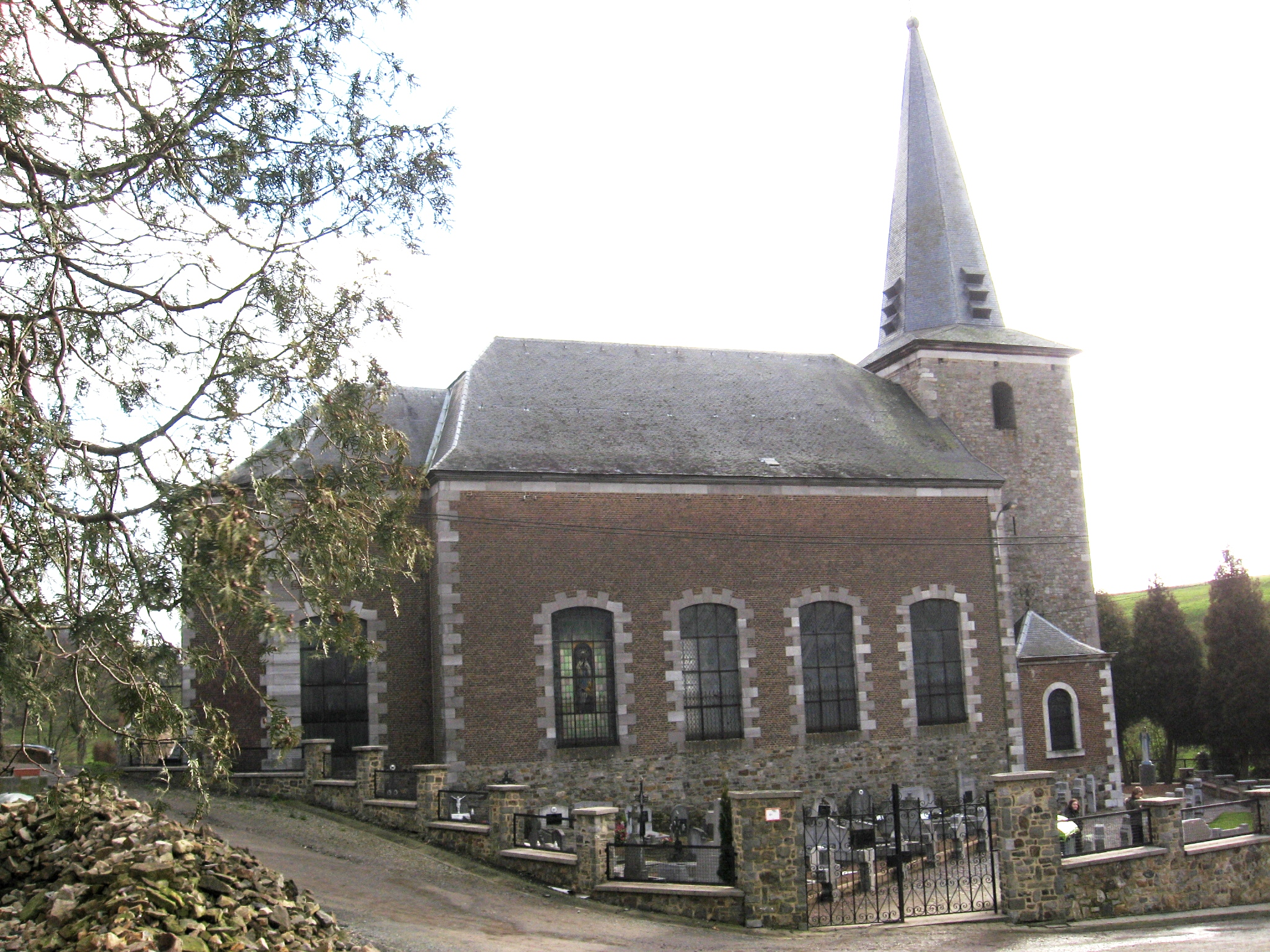
Sint-Luciakerk

De Sint-Luciakerk (Église Sainte-Lucie) is de parochiekerk van het tot de Belgische gemeente Dalhem behorende dorp Mortroux, gelegen aan de Rue Sainte-Lucie.

## Gebouw
De parochie van Mortroux bestond mogelijk al vóór de 10e eeuw. De toren van de huidige kerk is 13e-eeuws en uitgevoerd in kalksteenblokken. Deze heeft een achtkante spits. Het huidige schip is van 1782 en gebouwd in classicistische stijl. Het koor is lager en smaller en is veelzijdig afgesloten. Schip en koor zijn uitgevoerd in baksteen met kalkstenen omlijstingen en hoekbanden, met een hoge plint van natuursteenblokken.

## Interieur
Het rococo hoofdaltaar is van 1787. De zijaltaren, in rococo- en Lodewijk XVI-stijl, zijn van 1791. Preekstoel en biechtstoel zijn van omstreeks 1800. Het hardstenen doopvont is van omstreeks 1500 en niet meer als zodanig in gebruik.

## Orgel
Het kerkorgel is bezienswaardig. Het dateert van het einde van de 17de eeuw en werd door orgelbouwer Henri Müseler gebouwd voor de kerk van de Abdij van Beaurepart te Luik. In 1807 kwam het orgel naar Mortroux. De orgelkast is in rococostijl en dateert van het einde van de 18e eeuw. In 1991 werd het orgel beschermd als monument en sinds 2003 wordt het gerestaureerd. In 2014 werd het orgel opnieuw in gebruik genomen.

## Kerkhof
Op het naastgelegen kerkhof zijn enkele 17e-eeuwse grafkruisen te vinden.